# Розівська селищна рада
Ро́зівська се́лищна ра́да — адміністративно-територіальна одиниця та орган місцевого самоврядування в Розівському районі Запорізької області. Адміністративний центр — селище міського типу Розівка.

## Загальні відомості
- Територія ради: 28,69 км²
- Населення ради: 4881 особа (станом на 2001 рік)

## Населені пункти
Селищній раді підпорядковані населені пункти:
- смт Розівка
- с. Луганське
- с. Першотравневе

## Склад ради
Рада складається з 30 депутатів та голови.
- Голова ради:
- Секретар ради: Денисенко Людмила Григорівна

### Керівний склад попередніх скликань
| Прізвище, ім'я, по батькові   | Основні відомості                                   | Дата обрання | Дата звільнення |
| ----------------------------- | --------------------------------------------------- | ------------ | --------------- |
| Щербань Олександр Миколайович | Селищний голова, 1972 року народження, безпартійний | 26.03.2006   | 31.10.2010      |

Примітка: таблиця складена за даними сайту Верховної Ради України

### Депутати
За результатами місцевих виборів 2010 року депутатами ради стали:

#### За суб'єктами висування
| Суб'єкт висування            | Кількість обраних депутатів | %    |
| ---------------------------- | --------------------------- | ---- |
| Партія регіонів              | 25                          | 83,3 |
| Самовисування                | 4                           | 13,3 |
| Соціалістична партія України | 1                           | 3,3  |

#### За округами
| № округу                     | Прізвище, ім'я, по батькові     | Дата визнання обраним | Освіта  | Партійна приналежність             | Відомості про обраного депутата                                                 |
| ---------------------------- | ------------------------------- | --------------------- | ------- | ---------------------------------- | ------------------------------------------------------------------------------- |
| Партія регіонів              |                                 |                       |         |                                    |                                                                                 |
| 1                            | Мотренко Володимир Іванович     | 01.11.2010            | вища    | член Партії регіонів               | Розівська дослідна станція, науковий спавробітник                               |
| 2                            | Мацків Тая Миколаївна           | 01.11.2010            | вища    | позапартійна                       | Нотаріальна контора, завідувачка                                                |
| 3                            | Нестерок Наталя Гейнріхівна     | 01.11.2010            | середня | позапартійна                       | приватний підприємець                                                           |
| 4                            | Філоненко Юрій Олександрович    | 01.11.2010            | вища    | позапартійний                      | Розівське відділення головного управління МНС                                   |
| 6                            | Твердохліб Микола Андрійович    | 01.11.2010            | вища    | позапартійний                      | ВАТ «Розівський елеватор», інженер                                              |
| 7                            | Карнаух Юрій Олексійович        | 01.11.2010            | вища    | член Партії регіонів               | зернозакупочна фірма, менеджер                                                  |
| 8                            | Налізько Олена Олексіївна       | 01.11.2010            | вища    | член Партії регіонів               | Розівський будинок культури, завідувачка відділу                                |
| 9                            | Полухін Олександр Сергійович    | 01.11.2010            | вища    | член Партії регіонів               | Розівська ЦРЛ, завідувач хірургічного відділення                                |
| 11                           | Кралєв Сергій Васильович        | 01.11.2010            | вища    | член Партії регіонів               | тимчасово не працює                                                             |
| 13                           | Клименко Олександр Вікторович   | 01.11.2010            | вища    | позапартійний                      | Інспекція державного технічного нагляду, начальник                              |
| 14                           | Шеремета Сергій Михайлович      | 01.11.2010            | вища    | член Партії регіонів               | управління Пенсійного фонду України в Розівському районі, начальник             |
| 16                           | Брезицька Ольга Гейнріхівна     | 01.11.2010            | середня | позапартійна                       | приватний підприємець                                                           |
| 17                           | Горбачевський Віталій Петрович  | 01.11.2010            | вища    | позапартійний                      | Розівська РДА, головний архітектор                                              |
| 18                           | Тарасенко Віра Михайлівна       | 01.11.2010            | вища    | член Партії регіонів               | Розівська загальноосвітня школа № 2, вчитель                                    |
| 19                           | Стрюк Тетяна Леонідівна         | 01.11.2010            | вища    | позапартійна                       | пенсіонер                                                                       |
| 20                           | Гайдай Марина Олександрівна     | 01.11.2010            | середня | член Партії регіонів               | Розівська ЦРЛ, медична сестра                                                   |
| 21                           | Таран Едуард Анатолійович       | 01.11.2010            | середня | член Партії регіонів               | Розівська ЦРЛ, фельдшер швидкої допомоги                                        |
| 22                           | Денисенко Людмила Григорівна    | 01.11.2010            | вища    | позапартійна                       | Розівська селищна рада, секретар                                                |
| 24                           | Кралєв Василь Васильович        | 01.11.2010            | середня | позапартійний                      | приватний підприємець                                                           |
| 25                           | Самойленко Анатолій Михайлович  | 01.11.2010            | вища    | позапартійний                      | Розівська РДА, начальник відділу з НС                                           |
| 26                           | Гусєва Наталя Аркадіївна        | 01.11.2010            | середня | член Партії регіонів               | комунальна установа «Територіальний центр соціального обслуговування», директор |
| 27                           | Савко Ігор Степанович           | 01.11.2010            | вища    | член Партії регіонів               | управління агропромислового розвитку, начальник                                 |
| 28                           | Каряченко Андрій Олександрович  | 01.11.2010            | вища    | член Партії регіонів               | тимчасово не працює                                                             |
| 29                           | Сидоренко Сергій Анатолійович   | 01.11.2010            | вища    | позапартійний                      | пенсіонер                                                                       |
| 30                           | Семенов Микола Іванович         | 01.11.2010            | середня | член Партії регіонів               | Розівський ринок, контролер                                                     |
| Соціалістична партія України |                                 |                       |         |                                    |                                                                                 |
| 10                           | Подпрятов Олександр Олексійович | 01.11.2010            | вища    | член Соціалістичної партії України | відділення «Кам'яні могили» УСПЗ, в.о. молодшого наукового співробітника        |
| Самовисування                |                                 |                       |         |                                    |                                                                                 |
| 5                            | Нєміч Андрій Анатолійович       | 01.11.2010            | вища    | член Партії регіонів               | Розівська районна рада, головний спеціаліст-юрисконсульт                        |
| 12                           | Жиєнко Микола Іванович          | 28.08.2011            | вища    | позапартійний                      | ТОВ «Прогрес», головний інженер                                                 |
| 15                           | Запорощенко Геннадій Іванович   | 01.11.2010            | середня | позапартійний                      | Розівська селищна рада, спеціаліст 1- ї категорії                               |
| 23                           | Лисицин Микола Іванович         | 01.11.2010            | вища    | позапартійний                      | пенсіонер                                                                       |